# Renewi Tour 2023
De 18e editie van de Renewi Tour (voorheen Eneco Tour, BinckBank Tour en Benelux Tour) is een meerdaagse wielerwedstrijd voor elite mannen in Nederland en België. De ronde ging op 23 augustus 2023 van start in Blankenberge en eindigt op 27 augustus 2023 in Bilzen. De wedstrijd maakte deel uit van de UCI World Tour.

## Etappe-overzicht
| Etappe | Datum       | Start        | Finish         | Type                | Afstand | Winnaar          | Klassementsleider |
| ------ | ----------- | ------------ | -------------- | ------------------- | ------- | ---------------- | ----------------- |
| 1      | 23 augustus | Blankenberge | Ardooie        | Vlakke rit          | 182,9   | Jasper Philipsen | Jasper Philipsen  |
| 2      | 24 augustus | Sluis        | Sluis          | Individuele tijdrit | 13,6    | Joshua Tarling   | Joshua Tarling    |
| 3      | 25 augustus | Aalter       | Geraardsbergen | Heuvelrit           | 171,2   | Mike Teunissen   | Tim Wellens       |
| 4      | 26 augustus | Beringen     | Peer           | Vlakke rit          | 179,4   | Sam Welsford     | Tim Wellens       |
| 5      | 27 augustus | Riemst       | Bilzen         | Heuvelrit           | 187,3   | Matej Mohorič    | Tim Wellens       |

## Etappe-uitslagen

### Eerste etappe
| Blankenberge – Ardooie (182,9 km) |                   |                          |          |
| Plaats                            | Naam              | Ploeg                    | Tijd     |
| Winnaar                           | Jasper Philipsen  | Alpecin-Deceuninck       | 3u51'53" |
| 2                                 | Tim Merlier       | Soudal Quick-Step        | z.t.     |
| 3                                 | Olav Kooij        | Team Jumbo-Visma         | z.t.     |
| 4                                 | Arnaud De Lie     | Lotto-Dstny              | z.t.     |
| 5                                 | Dylan Groenewegen | Team Jayco AlUla         | z.t.     |
| 6                                 | Matteo Trentin    | UAE Team Emirates        | z.t.     |
| 7                                 | Laurence Pithie   | Groupama-FDJ             | z.t.     |
| 8                                 | Arne Marit        | Intermarché-Circus-Wanty | z.t.     |
| 9                                 | Elia Viviani      | INEOS Grenadiers         | z.t.     |
| 10                                | Clément Russo     | Team Arkéa-Samsic        | z.t.     |

| Algemeen klassement |                   |                       |          |
| Plaats              | Naam              | Ploeg                 | Tijd     |
| Blauwe trui         | Jasper Philipsen  | Alpecin-Deceuninck    | 3u51'53" |
| 2                   | Alessandro Covi   | UAE Team Emirates     | + 2"     |
| 3                   | Tim Merlier       | Soudal Quick-Step     | + 5"     |
| 4                   | Jonas Rutsch      | EF Education-EasyPost | z.t.     |
| 5                   | Ceriel Desal      | Bingoal WB            | z.t.     |
| 6                   | Olav Kooij        | Team Jumbo-Visma      | + 6"     |
| 7                   | Arnaud De Lie     | Lotto-Dstny           | + 10"    |
| 8                   | Dylan Groenewegen | Team Jayco AlUla      | z.t.     |
| 9                   | Matteo Trentin    | UAE Team Emirates     | z.t.     |
| 10                  | Laurence Pithie   | Groupama-FDJ          | z.t.     |

### Tweede etappe: individuele tijdrit
| Sluis – Sluis (13,6 km) |                      |                    |        |
| Plaats                  | Naam                 | Ploeg              | Tijd   |
| Winnaar                 | Joshua Tarling       | INEOS Grenadiers   | 15'05" |
| 2                       | Tim Wellens          | UAE Team Emirates  | + 14"  |
| 3                       | Yves Lampaert        | Soudal Quick-Step  | + 18"  |
| 4                       | Jasper Stuyven       | Lidl-Trek          | + 19"  |
| 5                       | Florian Vermeersch   | Lotto-Dstny        | + 21"  |
| 6                       | Kasper Asgreen       | Soudal Quick-Step  | z.t.   |
| 7                       | Daan Hoole           | Lidl-Trek          | + 23"  |
| 8                       | Mikkel Bjerg         | UAE Team Emirates  | + 24"  |
| 9                       | Tobias Svendsen Foss | Team Jumbo-Visma   | + 25"  |
| 10                      | Matej Mohoric        | Bahrain-Victorious | + 26"  |

| Algemeen klassement |                      |                    |          |
| Plaats              | Naam                 | Ploeg              | Tijd     |
| Blauwe trui         | Joshua Tarling       | INEOS Grenadiers   | 4u06'58" |
| 2                   | Tim Wellens          | UAE Team Emirates  | + 14"    |
| 3                   | Yves Lampaert        | Soudal Quick-Step  | + 18"    |
| 4                   | Jasper Stuyven       | Lidl-Trek          | + 19"    |
| 5                   | Florian Vermeersch   | Lotto-Dstny        | + 21"    |
| 6                   | Kasper Asgreen       | Soudal Quick-Step  | z.t.     |
| 7                   | Daan Hoole           | Lidl-Trek          | + 23"    |
| 8                   | Mikkel Bjerg         | UAE Team Emirates  | + 24"    |
| 9                   | Tobias Svendsen Foss | Team Jumbo-Visma   | + 25"    |
| 10                  | Matej Mohoric        | Bahrain-Victorious | + 26"    |

### Derde etappe
| Aalter – Geraardsbergen (171,2 km) |                   |                          |          |
| Plaats                             | Naam              | Ploeg                    | Tijd     |
| Winnaar                            | Mike Teunissen    | Intermarché-Circus-Wanty | 3u40'17" |
| 2                                  | Tim Wellens       | UAE Team Emirates        | z.t.     |
| 3                                  | Axel Zingle       | Cofidis                  | z.t.     |
| 4                                  | Marc Hirschi      | UAE Team Emirates        | z.t.     |
| 5                                  | Arnaud De Lie     | Lotto-Dstny              | z.t.     |
| 6                                  | Fred Wright       | Bahrain-Victorious       | z.t.     |
| 7                                  | Gianni Vermeersch | Alpecin-Deceuninck       | z.t.     |
| 8                                  | Matej Mohorič     | Bahrain-Victorious       | z.t.     |
| 9                                  | Yves Lampaert     | Soudal-Quick Step        | z.t.     |
| 10                                 | Jasper De Buyst   | Lotto-Dstny              | z.t.     |

| Algemeen klassement |                    |                          |          |
| Plaats              | Naam               | Ploeg                    | tijd     |
| Blauwe trui         | Tim Wellens        | UAE Team Emirates        | 7u47'16" |
| 2                   | Yves Lampaert      | Soudal-Quick Step        | + 24"    |
| 3                   | Florian Vermeersch | Lotto-Dstny              | + 26"    |
| 4                   | Jasper Stuyven     | Lidl-Trek                | + 30"    |
| 5                   | Fred Wright        | Bahrain-Victorious       | z.t.     |
| 6                   | Marc Hirschi       | UAE Team Emirates        | + 31"    |
| 7                   | Matej Mohorič      | Bahrain-Victorious       | + 33"    |
| 8                   | Mike Teunissen     | Intermarché-Circus-Wanty | + 34"    |
| 9                   | Axel Zingle        | Cofidis                  | + 36"    |
| 10                  | Michał Kwiatkowski | INEOS Grenadiers         | + 38"    |

### Vierde etappe
| Beringen - Peer (179.4 km) |                   |                          |          |
| Plaats                     | Naam              | Ploeg                    | tijd     |
| Winnaar                    | Sam Welsford      | Team DSM-Firmenich       | 3u57'36" |
| 2                          | Olav Kooij        | Team Jumbo-Visma         | z.t.     |
| 3                          | Jasper Philipsen  | Alpecin-Deceuninck       | z.t.     |
| 4                          | Tim Merlier       | Soudal-Quick Step        | z.t.     |
| 5                          | Arnaud De Lie     | Lotto-Dstny              | z.t.     |
| 6                          | Dylan Groenewegen | Team Jayco AlUla         | z.t.     |
| 7                          | Max Kanter        | Movistar Team            | z.t.     |
| 8                          | Milan Fretin      | Team Flanders-Baloise    | z.t.     |
| 9                          | Laurence Pithie   | Groupama-FDJ             | z.t.     |
| 10                         | Arne Marit        | Intermarché-Circus-Wanty | z.t.     |

| Algemeen klassement |                    |                          |           |
| Plaats              | Naam               | Ploeg                    | tijd      |
| Blauwe trui         | Tim Wellens        | UAE Team Emirates        | 11u44'52" |
| 2                   | Florian Vermeersch | Lotto-Dstny              | + 23"     |
| 3                   | Yves Lampaert      | Soudal-Quick Step        | z.t.      |
| 4                   | Jasper Stuyven     | Lidl-Trek                | + 30"     |
| 5                   | Fred Wright        | Bahrain-Victorious       | z.t.      |
| 6                   | Mike Teunissen     | Intermarché-Circus-Wanty | + 31"     |
| 7                   | Marc Hirschi       | UAE Team Emirates        | z.t.      |
| 8                   | Matej Mohorič      | Bahrain-Victorious       | + 33"     |
| 9                   | Axel Zingle        | Cofidis                  | + 34"     |
| 10                  | Matteo Trentin     | UAE Team Emirates        | + 36"     |

### Vijfde etappe
| Riemst - Bilzen (187.3 km) |                      |                          |          |
| Plaats                     | Naam                 | Ploeg                    | tijd     |
| Winnaar                    | Matej Mohorič        | Bahrain-Victorious       | 4u07'00" |
| 2                          | Matteo Trentin       | UAE Team Emirates        | z.t.     |
| 3                          | Søren Kragh Andersen | Alpecin-Deceuninck       | z.t.     |
| 4                          | Jasper De Buyst      | Lotto-Dstny              | z.t.     |
| 5                          | Arnaud De Lie        | Lotto-Dstny              | z.t.     |
| 6                          | Jasper Stuyven       | Lidl-Trek                | z.t.     |
| 7                          | Jasper Philipsen     | Alpecin-Deceuninck       | z.t.     |
| 8                          | Mike Teunissen       | Intermarché-Circus-Wanty | z.t.     |
| 9                          | Axel Zingle          | Cofidis                  | z.t.     |
| 10                         | Yves Lampaert        | Soudal-Quick Step        | z.t.     |

| Algemeen klassement |                      |                          |           |
| Plaats              | Naam                 | Ploeg                    | tijd      |
| Blauwe trui         | Tim Wellens          | UAE Team Emirates        | 15u51'52" |
| 2                   | Florian Vermeersch   | Lotto-Dstny              | + 23"     |
| 3                   | Yves Lampaert        | Soudal-Quick Step        | z.t.      |
| 4                   | Jasper Stuyven       | Lidl-Trek                | + 30"     |
| 5                   | Mike Teunissen       | Intermarché-Circus-Wanty | + 31"     |
| 6                   | Marc Hirschi         | UAE Team Emirates        | z.t.      |
| 7                   | Matej Mohorič        | Bahrain-Victorious       | + 33"     |
| 8                   | Axel Zingle          | Cofidis                  | + 34"     |
| 9                   | Matteo Trentin       | UAE Team Emirates        | + 36"     |
| 10                  | Søren Kragh Andersen | Alpecin-Deceuninck       | + 40"     |

## Klassementsverloop
| Etappe | Winnaar          | Algemeen klassement | Puntenklassement | Jongerenklassement | Strijdlustklassement |
| 1      | Jasper Philipsen | Jasper Philipsen    | Jasper Philipsen | Olav Kooij         | Ludovic Robeet       |
| 2      | Joshua Tarling   | Joshua Tarling      | Joshua Tarling   | Joshua Tarling     | Ludovic Robeet       |
| 3      | Mike Teunissen   | Tim Wellens         | Tim Wellens      | Arnaud De Lie      | Ludovic Robeet       |
| 4      | Sam Welsford     | Tim Wellens         | Arnaud De Lie    | Arnaud De Lie      | Aaron Van Poucke     |
| 5      | Matej Mohorič    | Tim Wellens         | Arnaud De Lie    | Arnaud De Lie      | Aaron Van Poucke     |

1948 · 1949 · 1950 · 1951 · 1952 · 1953 · 1954 · 1955 · 1956 · 1957 · 1958 · 1959 · 1960 · 1961 · 1962 · 1963 · 1964 · 1965 · 1966 · 1967 · 1968 · 1969 · 1970 · 1971 · 1972 · 1973 · 1974 · 1975 · 1976 · 1977 · 1978 · 1979 · 1980 · 1981 · 1982 · 1983 · 1984 · 1985 · 1986 · 1987 · 1988 · 1989 · 1990 · 1991 · 1992 · 1993 · 1994 · 1995 · 1996 · 1997 · 1998 · 1999 · 2000 · 2001 · 2002 · 2003 · 2004 · 2005 · 2006 · 2007 · 2008 · 2009 · 2010 · 2011 · 2012 · 2013 · 2014 · 2015 · 2016 · 2017 · 2018 · 2019 · 2020 · 2021 · 2022 · 2023 · 2024
Tour Down Under ·
Great Ocean Road Race ·
Ronde van de Verenigde Arabische Emiraten ·
Omloop Het Nieuwsblad ·
Strade Bianche ·
Parijs-Nice · 
Tirreno-Adriatico · 
Milaan-San Remo ·
Ronde van Catalonië ·
Classic Brugge-De Panne ·
E3 Saxo Bank Classic ·
Gent-Wevelgem ·
Dwars door Vlaanderen ·
Ronde van Vlaanderen ·
Ronde van het Baskenland ·
Parijs-Roubaix ·
Amstel Gold Race ·
Waalse Pijl ·
Luik-Bastenaken-Luik ·
Ronde van Romandië ·
Eschborn-Frankfurt ·
Ronde van Italië ·
Critérium du Dauphiné ·
Ronde van Zwitserland ·
Ronde van Frankrijk ·
Clásica San Sebastián ·
Ronde van Polen ·
BEMER Cyclassics ·
Renewi Tour ·
Ronde van Spanje ·
Bretagne Classic ·
GP van Quebec ·
GP van Montréal ·
Ronde van Lombardije ·
Ronde van Guangxi